# Öko-Test
 (décembre 2011).
Si vous disposez d'ouvrages ou d'articles de référence ou si vous connaissez des sites web de qualité traitant du thème abordé ici, merci de compléter l'article en donnant les références utiles à sa vérifiabilité et en les liant à la section « Notes et références ».
Öko-Test est un magazine allemand de défense des consommateurs, orienté sur le respect de l'environnement. Il est distribué en Allemagne à 180 000 exemplaires (2004). En 2003, 65 employés travaillaient dans l'édition de ce magazine. Le chiffre d'affaires était de 10 millions d'euros.

## Éthique
Le magazine est connu outre-Rhin pour son sérieux, son exigence et intègre toujours à ses évaluations les aspects sanitaires et environnementaux[réf. nécessaire].
Le magazine a révélé par exemple la supercherie marketing de certains parfums haut de gamme et plus préoccupant la présence de nitrates dans des petits pots pour bébé.
Öko-Test a souvent maille à partir avec les industriels épinglés, mais n'a jamais perdu un procès.
Chaque mois, des produits sont analysés par des laboratoires indépendants, leurs résultats étudiés par un comité scientifique et enfin publiés.
La vignette Öko-Test, sans être un label, est donc un gage de qualité.

## Partenaires
Certaines marques ont adhéré à l'appellation « Öko » :
- Moltex (couches pour bébé jetables)
- Lotties (produits naturels pour bébé et enfant)